# Guinefort (Rance)
Der Guinefort ist ein kleiner Fluss in Frankreich, der im Département Côtes-d’Armor in der Region Bretagne verläuft. Er entspringt im Gemeindegebiet von Quévert, im Großraum von Dinan, entwässert in einem Bogen über West generell Richtung Südosten und mündet nach rund 18 Kilometern an der Gemeindegrenze von Saint-André-des-Eaux und Évran als linker Nebenfluss in die Rance. Der Guinefort wird in seinem Verlauf bei Bobital und danach bei Le Hinglé jeweils zu einem See aufgestaut.

## Orte am Fluss
(Reihenfolge in Fließrichtung)
- L’Aublette, Gemeinde Quévert
- La Douettée, Gemeinde Trélivan
- Trélivan
- Bobital
- Les Bois, Gemeinde Brusvily
- Le Hinglé
- Trévron
- La Bouhourdais, Gemeinde Saint-Juvat
- Penhouët, Gemeinde Saint-André-des-Eaux
- Bétineuc, Gemeinde Évran